# Veadeiro catarinense
O veadeiro catarinense é uma antiga raça canina brasileira de caça ao veado-campeiro, foi muito comum no interior do Estado de Santa Catarina, e atualmente está provavelmente extinta.